# Canadarejsen
Canadarejsen er en dansk dokumentarfilm fra 1967 instrueret af Helge Robbert.

## Handling
Kronprinsesse Margrethe og Prins Henrik er på officielt statsbesøg i Canada i efteråret 1967. Rejsen fortsætter tværs over landet med fly til vestkysten, hvor ØK i Vancouver overtager værtskabet for tronfølgerparrets rejse.